# Lista de prêmios e indicações recebidos por Joe Satriani
Abaixo segue uma lista de prêmios e nomeações do guitarrista virtuoso estadunidense Joe Satriani

## Como Guitarrista
- 1988 - Revista Guitar Player Magazine - Best Overall Guitarist, Best New Talent, e Best Guitar Album — Somente ele, Jeff Beck e Stevie Ray Vaughan receberam 3 prêmios no mesmo ano da revista.
- 2003 - Guitar World's "100 Greatest Metal Guitarists of All Time" - 77.ª posição.[1]
- 2006 - Incluído no Hall of fame chopshopradio.com - Abril de 2006.[2]
- 2008 - Gigwise - The 50 Greatest Guitarists... Ever! - 11.ª posição.[3]
- 2012 - Guitar World's "The 100 Greatest Guitarists of All Time" - 5.ª posição (votos leitores da revista Guitar World)[4]
- 2013 - Site Village Voice - Top 10 Douchiest Guitarists of All Time - 4.ª posição.[5]
- 2015 - Gibson.com - Readers Poll – Top 25 Guitarists - 19.ª posição.[6]

## Prêmios honorários
- 1991 - California Music Awards - Outstanding Guitarist[7]
- 2015 - Prêmio “The Maestro” durante o 11ª Annual Classic Rock Roll of Honour Award.[8]
- 2018 - SENA European Guitar Awards[9]

## Grammy Awards
Satriani é o segundo maior "recordista" de indicações ao Grammy Award sem ter ganho pelo menos 1 vez (ele tem 15. Brian McKnight tem 16, e nenhuma conquista).

### Álbuns
| Ano  | Álbum                  | Categoria                    | Resultado |
| ---- | ---------------------- | ---------------------------- | --------- |
| 1989 | Surfing with the Alien | Best Rock Instrumental Album | Indicado  |
| 1991 | Flying in a Blue Dream | Best Rock Instrumental Album | Indicado  |
| 1993 | The Extremist          | Best Rock Instrumental Album | Indicado  |
| 2006 | Super Colossal         | Best Rock Instrumental Album | Indicado  |

### Músicas
| Ano  | Canção                                      | Álbum                   | Categoria                          | Resultado |
| ---- | ------------------------------------------- | ----------------------- | ---------------------------------- | --------- |
| 1989 | "Always With Me, Always With You"           | Surfing with the Alien  | Best Pop Instrumental Performance  | Indicado  |
| 1990 | "The Crush of Love"                         | Dreaming No. 11         | Best Rock Instrumental Performance | Indicado  |
| 1994 | "Speed of Light                             | Time Machine            | Best Rock Instrumental Performance | Indicado  |
| 1995 | "All Alone"                                 | Time Machine            | Best Rock Instrumental Performance | Indicado  |
| 1997 | "(You're) My World"                         | Joe Satriani            | Best Rock Instrumental Performance | Indicado  |
| 1998 | "Summer Song (ao vivo)"                     | G3: Live in Concert     | Best Rock Instrumental Performance | Indicado  |
| 1999 | "A Train of Angels"                         | Crystal Planet          | Best Rock Instrumental Performance | Indicado  |
| 2001 | "Until We Say Goodbye"                      | Engines of Creation     | Best Rock Instrumental Performance | Indicado  |
| 2002 | "Always With Me, Always With You" (ao vivo) | Live in San Francisco   | Best Rock Instrumental Performance | Indicado  |
| 2003 | "Starry Night"                              | Strange Beautiful Music | Best Rock Instrumental Performance | Indicado  |
| 2008 | "Always With Me, Always With You" (ao vivo) | Satriani LIVE!          | Best Rock Instrumental Performance | Indicado  |

### RevistaGuitar World Magazine

#### Canções
- Surfing with the Alien - Ela ocupa a posição 30 na lista dos 100 melhores solos de guitarra da historia, feita pela revista Guitar World.[14]
- Satch Boogie - Ela ocupa a posição 55 na lista dos 100 melhores solos de guitarra da historia, feita pela revista Guitar World.[15]

## Com oChickenfoot
| Ano  | Trabalho (Álbum/Canção) | Prêmio                                    | Indicação                        | Resultado | Observação | Ref.          |
| ---- | ----------------------- | ----------------------------------------- | -------------------------------- | --------- | ---------- | ------------- |
| 2011 | Chickenfoot III         | Ultimate Classic Rock Awards              | Album of the Year (Álbum do Ano) | Venceu    |            | [ 16 ]        |
| 2011 | Big Foot                | Ultimate Classic Rock Awards              | Song of the Year (Canção do Ano) | Venceu    |            | [ 16 ]        |
| 2012 | Chickenfoot III         | Vintage Guitar Magazine Hall Of Fame 2012 | Album Of The Year (Álbum do Ano) | Indicado  |            | [ 17 ]        |
| 2012 | Chickenfoot III         | Grammy Awards                             | Best Recording Package           | Indicado  |            | [ 18 ] [ 19 ] |